# Números de Stoneham
En matemática, los números de Stoneham son una clase particular de números reales, llamados así
en honor del matemático Richard Stoneham (1920–1996). Para dos números enteros coprimos b, c > 1, el número de Stoneham αb,c se define como:

{\displaystyle \alpha _{b,c}=\sum _{n=c^{k}>1}{\frac {1}{b^{n}n}}=\sum _{k=1}^{\infty }{\frac {1}{b^{c^{k}}c^{k}}}}

En 1973 Stoneham demostró que αb,c es un número b-normal  si c es un número primo impar y e b es una raíz primitiva de c2.